# 灰颊蓝嘴雀
灰颊蓝嘴雀（学名：Spermophaga poliogenys）是梅花雀科蓝嘴雀属的一种，分布于刚果民主共和国、乌干达和刚果。全球活动范围约为354,000平方千米。该物种的保护状况被评为无危。
灰颊蓝嘴雀的平均体重约为19.8克。其栖息于亚热带或热带的湿润低地林。